# 동서로
동서로(Dongseo-ro)는 경기도 파주시 적성면 구읍리 구읍 교차로와 포천시 영중면 양문리 양문 교차로를 잇는 경기도의 도로이다. 파주 적성면에서 포천 영중면까지 동서방향으로 횡단하는 방향성을 인용해 명칭이 부여되었다. 전 구간 국도 제37호선에 속한다.

## 연혁
- 2016년 1월 27일 : 적성 ~ 전곡간 도로 2공구(연천군 군남면 남계리 ~ 미산면 동이리) 1.8 km 구간 확장 개통[1]
- 2016년 6월 23일 : 2개 이상 시·군에 걸쳐 있는 도로로 동서로를 고시[2]
- 2016년 11월 15일 : 적성 ~ 전곡간 도로(연천군 군남면 황지리 ~ 남계리 및 연천군 미산면 동이리 ~ 파주시 적성면 어유지리) 총 4.04 km 구간 임시 개통[3]
- 2018년 4월 20일 : 적성 ~ 전곡간 도로 1공구(연천군 군남면 황지리 ~ 전곡읍 은대리) 3.26 km 구간 확장 개통[4]
- 2018년 11월 13일 : 적성 ~ 전곡간 도로(파주시 적성면 구읍리 ~ 어유지리) 5.67 km 구간 확장 개통, 기존 파주시 적성면 구읍리 ~ 장현리 4.8 km 구간 폐지[5]
- 2018년 12월 4일 : 적성 ~ 전곡간 도로(연천군 청산면 장탄리 ~ 전곡읍 은대리) 2.48 km 구간 확장 개통, 기존 연천군 청산면 장탄리 ~ 파주시 적성면 장현리 13.4 km 구간 폐지[6]
- 2019년 12월 16일 : 전곡 ~ 영중간 도로(포천시 영중면 양문리 ~ 창수면 주원리) 10.4 km 구간 확장 개통[7]
- 2020년 6월 30일 : 전곡 ~ 영중간 도로(연천군 청산면 백의리 ~ 장탄리) 3.5km 구간 확장 개통[8]
- 2020년 12월 2일 : 전곡 ~ 영중간 도로 개통으로 인해 기존 포천시 영중면 성동리 ~ 창수면 주원리 7.5km 구간과 연천군 청산면 백의리 ~ 장탄리 2.6km 구간 폐지[9]

## 주요 경유지
경기도
- 파주시 적성면 - 연천군 (전곡읍 · 미산면 · 군남면 · 전곡읍 · 청산면) - 포천시 (창수면 · 영중면)

## 노선
전 구간 국도 제37호선에 속하므로 이 노선에 대한 별도 표기는 생략한다.
| 이름                           | 접속 노선                 | 소재지                           | 소재지                                                | 비고                                                       |
| 율곡로와 직결                  | 율곡로와 직결             | 율곡로와 직결                    | 율곡로와 직결                                         | 율곡로와 직결                                              |
| ------------------------------ | ------------------------- | -------------------------------- | ----------------------------------------------------- | ---------------------------------------------------------- |
| 구읍 교차로                    | 구읍로 율곡로             | 파주시                           | 적성면                                                |                                                            |
| 객현2교                        |                           | 파주시                           | 적성면                                                |                                                            |
| 객현 교차로                    | 율곡로                    | 파주시                           | 적성면                                                | 포천 방향 진출 불가 파주 방향 진입 불가                    |
| 객현1교                        |                           | 파주시                           | 적성면                                                |                                                            |
| 장현 교차로 (장현2교)          | 율곡로 장뜰길             | 파주시                           | 적성면                                                | 포천 방향 진출 불가 파주 방향 진입 불가                    |
| 장현1교 어유2교                |                           | 파주시                           | 적성면                                                |                                                            |
| 어유 교차로 (어유1교)          | 지방도 제375호선 (어삼로) | 파주시                           | 적성면                                                |                                                            |
| 어유터널                       |                           | 파주시                           | 적성면                                                | 연장 300m                                                  |
| 어유터널                       | 연천군                    | 전곡읍                           |                                                       | 연장 300m                                                  |
| 마포교                         | 연천군                    | 전곡읍                           |                                                       |                                                            |
| 미산면                         | 연천군                    |                                  |                                                       |                                                            |
| 동이 교차로 (동이교)           | 연천군                    | 마동로196번길                    |                                                       |                                                            |
| 동이대교                       | 연천군                    |                                  |                                                       |                                                            |
| 군남면                         | 연천군                    |                                  |                                                       |                                                            |
| 남계 교차로                    | 연천군                    | 남계로                           |                                                       |                                                            |
| 화진교                         | 연천군                    |                                  |                                                       |                                                            |
| 황지 교차로                    | 연천군                    | 지방도 제372호선 (청정로)        |                                                       |                                                            |
| 구석동교 황지교                | 연천군                    |                                  |                                                       |                                                            |
| 용바위교                       | 연천군                    |                                  |                                                       |                                                            |
| 전곡읍                         | 연천군                    |                                  |                                                       |                                                            |
| 가사평교 은대과선교            | 연천군                    |                                  |                                                       |                                                            |
| 은대 교차로                    | 연천군                    | 국도 제3호선 (평화로)            |                                                       |                                                            |
| 전곡대교                       | 연천군                    |                                  |                                                       |                                                            |
| 청산면                         | 연천군                    |                                  |                                                       |                                                            |
| 장탄 교차로                    | 연천군                    | 전영로                           | 포천 방향 진출 불가 파주 방향 진입 불가 전영로와 중복 |                                                            |
| 신궁평 교차로                  | 연천군                    | 전영로                           | 포천 방향 진입 불가 파주 방향 진출 불가               |                                                            |
| 청산교                         | 연천군                    |                                  |                                                       |                                                            |
| 청산 교차로                    | 연천군                    | 궁평천길                         |                                                       |                                                            |
| 백의2교 백의1교                | 연천군                    |                                  |                                                       |                                                            |
| 백의 교차로 (박석고개지하차도) | 연천군                    | 지방도 제372호선 (청창로) 전영로 | 구 박석고개사거리 전영로와 중복                       |                                                            |
| 우암교                         | 연천군                    |                                  | 전영로와 중복                                         |                                                            |
| 신백의교                       | 연천군                    |                                  | 전영로와 중복                                         |                                                            |
| 포천시                         | 창수면                    |                                  | 전영로와 중복                                         |                                                            |
| 포천시                         | 창수면                    | 신진군교                         | 전영로와 중복                                         |                                                            |
| 포천시                         | 창수면                    | 진군교사거리                     | 국도 제87호선 (포천로) 지방도 제372호선 (청창로)      | 국도 제87호선과 중복 지방도 제372호선과 중복 전영로와 중복 |
| 포천시                         | 창수면                    | 옥병 교차로                      | 지방도 제372호선 (전영로)                             | 국도 제87호선과 중복 지방도 제372호선과 중복 전영로와 중복 |
| 포천시                         | 창수면                    | 옥병교 창옥교 오가IC교           |                                                       | 국도 제87호선과 중복                                       |
| 포천시                         | 창수면                    | 신오가 교차로                    | 국도 제87호선 (창동로)                                | 국도 제87호선과 중복                                       |
| 포천시                         | 창수면                    | 오가천교 오규교                  |                                                       |                                                            |
| 포천시                         | 영평 교차로               | 전영로1369번길                   | 영중면                                                |                                                            |
| 포천시                         | 신영평교                  |                                  | 영중면                                                |                                                            |
| 포천시                         | 영송 교차로               | 지방도 제372호선 (전영로)        | 영중면                                                |                                                            |
| 포천시                         | 영평천교                  |                                  | 영중면                                                |                                                            |
| 포천시                         | 거사 교차로 (거사2교)     | 은잿말길                         | 영중면                                                |                                                            |
| 포천시                         | 거사1교 양문IC교          |                                  | 영중면                                                |                                                            |
| 포천시                         | 양문 교차로               | 국도 제43호선 (호국로)           | 영중면                                                |                                                            |
| 호국로와 직결                  |                           |                                  |                                                       |                                                            |